# Герб комуни Гудіксвалль
Герб комуни Гудіксвалль (швед. Hudiksvalls kommunvapen) — символ шведської адміністративно-територіальної одиниці місцевого самоврядування комуни Гудіксвалль. 

## Історія
Зображення козячих голів відоме з печаток міста з 1582 року.

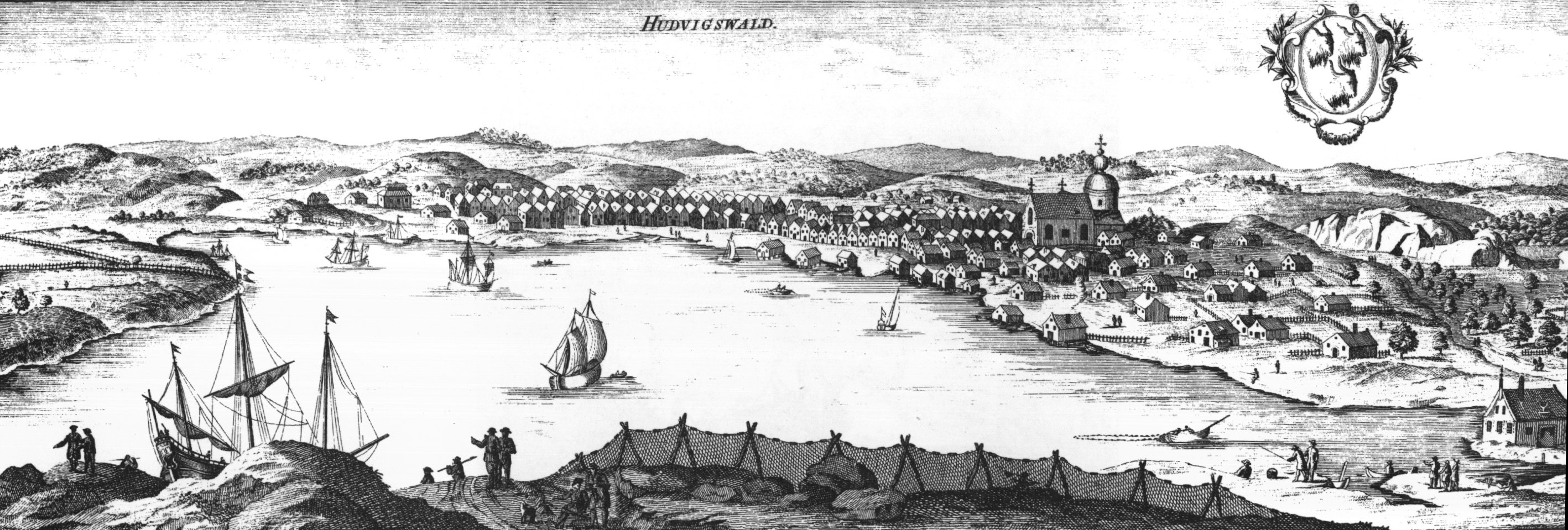
Герб на гравюрі з панорамою Гудіксвалля (біля 1700 р.)

1939 року герб міста Гудіксвалля отримав королівське затвердження. На ньому були три козячі голови з синіми рогами. 
Після адміністративно-територіальної реформи, проведеної в Швеції на початку 1970-х років, муніципальні герби стали використовуватися лишень комунами. Тому тепер цей герб представляє комуну Гудіксвалль, а не місто. Герб комуни Гудіксвалль зареєстровано 1974 року. Пізніше було вирішено спростити зображення на гербі й подати козячі голови зі срібними рогами. Нова реєстрація герба відбулася 2007 року.

## Опис (блазон)
У червоному полі три срібні козячі голови, дві над однією.

## Зміст
Сюжет походить від герба ландскапу Гельсінгланд, на якому фігурує коза. 